# Commonwealth Games 1994
Die 15. Commonwealth Games fanden vom 18. bis 28. August 1994 in der kanadischen Stadt Victoria statt.
Ausgetragen wurden 219 Wettbewerbe in den Sportarten Badminton, Bowls, Boxen, Gewichtheben, Leichtathletik, Radfahren, Ringen, Schießen, Schwimmen (inkl. Wasserspringen) und Turnen (inkl. Rhythmische Sportgymnastik). Es nahmen 2557 Sportler aus 63 Ländern teil. Hauptwettkampfort war das Centennial Stadium.
Nach 36 Jahren und dem Ende der Apartheid nahm Südafrika wieder an den Commonwealth Games teil. Dagegen war es für Hongkong, das drei Jahre später zu einer chinesischen Sonderverwaltungszone wurde, die letzte Teilnahme.

## Teilnehmende Länder

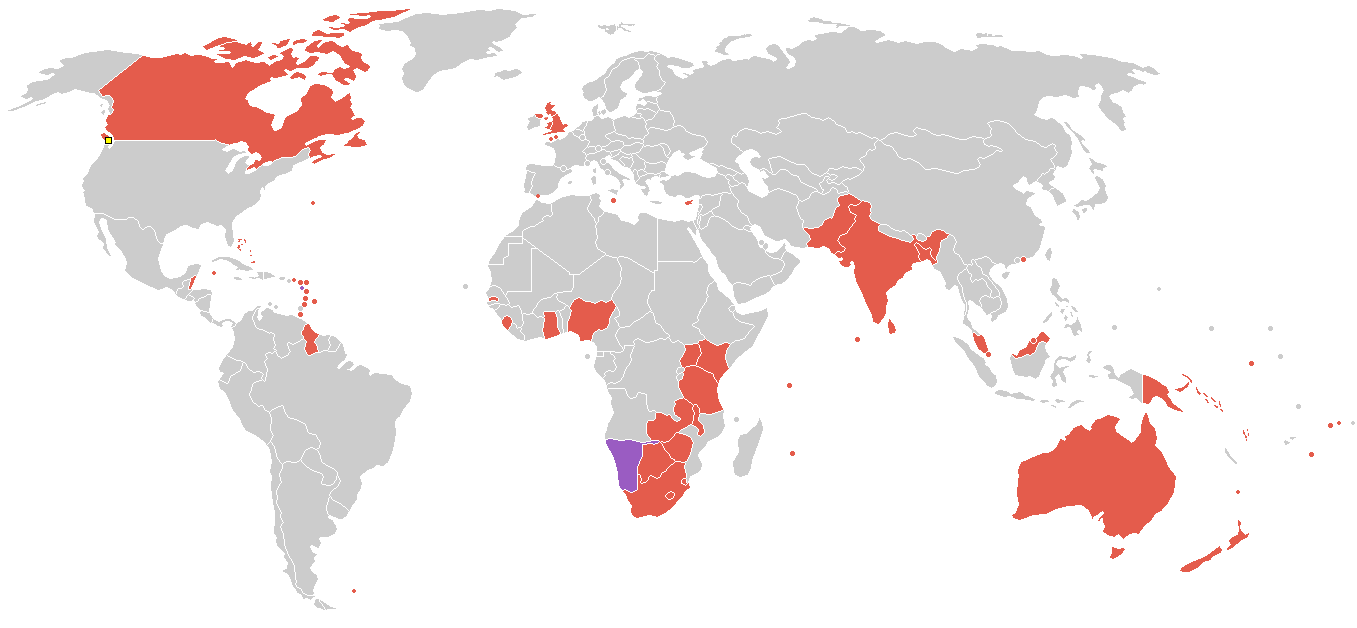
Teilnehmende Länder (violett: erstmalige Teilnahme)

- Antigua und Barbuda
- Australien
- Bahamas
- Bangladesch
- Barbados
- Belize
- Bermuda
- Botswana
- Britische Jungferninseln
- Brunei
- Cookinseln
- Dominica
- England
- Falklandinseln
- Gambia
- Ghana
- Gibraltar
- Guernsey
- Guyana
- Hongkong
- Indien
- Isle of Man
- Jamaika
- Jersey
- Cayman Islands
- Kanada
- Kenia
- Lesotho
- Malawi
- Malaysia
- Malediven
- Malta
- Mauritius
- Montserrat
- Namibia (Teilnehmer)
- Nauru
- Neuseeland
- Nigeria
- Norfolkinsel
- Nordirland
- Pakistan
- Papua-Neuguinea
- St. Kitts und Nevis
- St. Lucia
- St. Vincent und die Grenadinen
- Salomonen
- Sambia
- Schottland
- Seychellen
- Sierra Leone
- Simbabwe
- Singapur
- Sri Lanka
- Südafrika
- Swasiland
- Tansania
- Tonga
- Trinidad und Tobago
- Uganda
- Vanuatu
- Wales
- Westsamoa
- Zypern

## Ergebnisse
- Badminton
- Bowls
- Boxen
- Gewichtheben
- Leichtathletik
- Radsport
- Ringen
- Rhythmische Sportgymnastik
- Schießen
- Schwimmen
- Turnen
- Wasserspringen

## Medaillenspiegel
| Platz | Land                | Gold | Silber | Bronze | Gesamt |
| ----- | ------------------- | ---- | ------ | ------ | ------ |
| 1     | Australien          | 88   | 53     | 43     | 184    |
| 2     | Kanada              | 41   | 43     | 49     | 133    |
| 3     | England             | 31   | 45     | 51     | 127    |
| 4     | Nigeria             | 11   | 13     | 13     | 37     |
| 5     | Kenia               | 7    | 4      | 8      | 19     |
| 6     | Indien              | 6    | 12     | 7      | 25     |
| 7     | Schottland          | 6    | 3      | 11     | 20     |
| 8     | Neuseeland          | 5    | 16     | 21     | 42     |
| 9     | Wales               | 5    | 8      | 6      | 19     |
| 10    | Nordirland          | 5    | 2      | 3      | 10     |
| 11    | Nauru               | 3    | -      | -      | 3      |
| 12    | Südafrika           | 2    | 4      | 5      | 11     |
| 13    | Jamaika             | 2    | 4      | 2      | 8      |
| 14    | Malaysia            | 2    | 3      | 2      | 7      |
| 15    | Zypern              | 2    | 1      | 2      | 5      |
| 16    | Sri Lanka           | 1    | 2      | -      | 3      |
| 17    | Sambia              | 1    | 1      | 2      | 4      |
| 18    | Namibia             | 1    | -      | 1      | 2      |
| 19    | Simbabwe            | -    | 3      | 3      | 2      |
| 20    | Papua-Neuguinea     | -    | 1      | -      | 1      |
| 20    | Westsamoa           | -    | 1      | -      | 1      |
| 22    | Hongkong            | -    | -      | 4      | 4      |
| 23    | Pakistan            | -    | -      | 3      | 3      |
| 24    | Ghana               | -    | -      | 2      | 2      |
| 24    | Trinidad und Tobago | -    | -      | 2      | 2      |
| 24    | Uganda              | -    | -      | 2      | 2      |
| 27    | Bermuda             | -    | -      | 1      | 1      |
| 27    | Botswana            | -    | -      | 1      | 1      |
| 27    | Guernsey            | -    | -      | 1      | 1      |
| 27    | Norfolkinsel        | -    | -      | 1      | 1      |
| 27    | Seychellen          | -    | -      | 1      | 1      |
| 27    | Tansania            | -    | -      | 1      | 1      |
| 27    | Tonga               | -    | -      | 1      | 1      |